# Vuzamuzi Nyoni
Pour les articles homonymes, voir Nyoni.
Vusumuzi Prince Nyoni, est un footballeur zimbabwéen, né le 21 avril 1984 à Bulawayo (Zimbabwe). Il évolue comme milieu de terrain.